# Luxemburg i olympiska sommarspelen 1948
Luxemburg deltog med 45 deltagare vid de olympiska sommarspelen 1948 i London. Ingen av landets deltagare erövrade någon medalj.